# Vesuvianit
Vesuvianit (früher kurz Vesuvian), auch Idokras oder Jewreinowit genannt, ist ein selten vorkommendes Mineral aus der Mineralklasse der „Silikate und Germanate“. Es kristallisiert im tetragonalen Kristallsystem mit der chemischen Zusammensetzung (Ca,Na)19(Al,Mg,Fe)13(SiO4)10(Si2O7)4(OH,F,O)10 und entwickelt kurze, prismatische bis säulige oder tafelige Kristalle, aber auch radialstrahlige, körnige, massige Aggregate in grüner, gelber, hellblauer, violetter oder brauner Farbe. Auch farblose Kristalle sind bekannt.

## Etymologie und Geschichte
Erstmals als eigenes Mineral wurde Vesuvianit 1795 von Abraham Gottlob Werner erkannt. Er benannte es nach dem einzigen damals bekannten Fundort, dem Vesuv in Italien, der darum auch als Typlokalität gilt. Eine erste genaue chemische Analyse führte Martin Heinrich Klaproth durch. Dabei erkannte er auch die Übereinstimmung mit einer von Erich G. Laxmann 1790 in Sibirien gefundenen und für Hyazinth (eine Zirkon-Varietät) gehaltenen Mineralprobe. Eine zweite Bezeichnung ist Idokras (griech. „gemischte Form“) als Verweis auf seine gemischten Kristallformen.

## Klassifikation
In der veralteten 8. Auflage der Mineralsystematik nach Strunz gehörte der Vesuvianit zur allgemeinen Abteilung der „Gruppensilikate (Sorosilikate)“, wo er als Namensgeber die „Vesuvianitgruppe“ mit der System-Nr. VIII/B.17 bildet, die neben Vesuvianit kein weiteres Mitglied enthält.
Die seit 2001 gültige und von der International Mineralogical Association (IMA) verwendete 9. Auflage der Strunz’schen Mineralsystematik ordnet den Vesuvianit ebenfalls in die Abteilung der „Gruppensilikate (Sorosilikate)“ ein. Diese ist allerdings präziser unterteilt nach der Art der in der Verbindung auftretenden Silikatkomplexen und der Koordinierung der beteiligten Kationen, so dass das Mineral entsprechend seiner Zusammensetzung in der Unterabteilung „Gruppensilikate mit gemischten SiO4- und Si2O7-Gruppen; Kationen in oktaedrischer [6] und größerer Koordination“ zu finden ist, wo er ebenfalls die „Vesuvianitgruppe“ mit der System-Nr. 9.BG.35 bildet.
Auch die vorwiegend im englischen Sprachraum gebräuchliche Systematik der Minerale nach Dana ordnet den Vesuvianit in die Abteilung der Gruppensilikate, dort allerdings in die Unterabteilung der „Gruppensilikate mit insularen, gemischten, einzelnen und größeren Tetraedergruppen und Kationen in [6] und höherer Koordination; Einzel- und Doppelgruppen (n=1,2)“. Hier ist er allerdings ebenfalls als Namensgeber der Vesuvianitgruppe zu finden.

## Kristallstruktur
Vesuvianit kristallisiert tetragonal in der Raumgruppe P4/nnc (Raumgruppen-Nr. 126) mit den Gitterparametern a = 15,678 Å und c = 11,828 Å sowie zwei Formeleinheiten pro Elementarzelle.

## Eigenschaften
Aufgrund wechselnder, chemischer Zusammensetzung zeigt Vesuvianit große Schwankungen in seinen physikalischen Eigenschaften. Verschiedentlich wird auch schwacher Pleochroismus beobachtet, der bei grünen Kristallen zwischen gelbgrün und gelbbraun, bei gelben Kristallen zwischen gelb und fast farblos und bei braunen Kristallen zwischen gelbbraun und hellbraun schwankt.

## Modifikationen und Varietäten
- Californit – grün, wird fälschlicherweise oft als Vesuvian-Jade bezeichnet
- Cyprin – himmelblaue Varietät aus Norwegen
- Duparcit – kalium- und eisenreiche Varietät aus Marokko, benannt nach Louis Duparc[8][9]
- Egeran – Bräunlich stängelige Varietät, die bereits von Johann Wolfgang von Goethe als Mineral geschätzt wurde.[10]

## Bildung und Fundorte

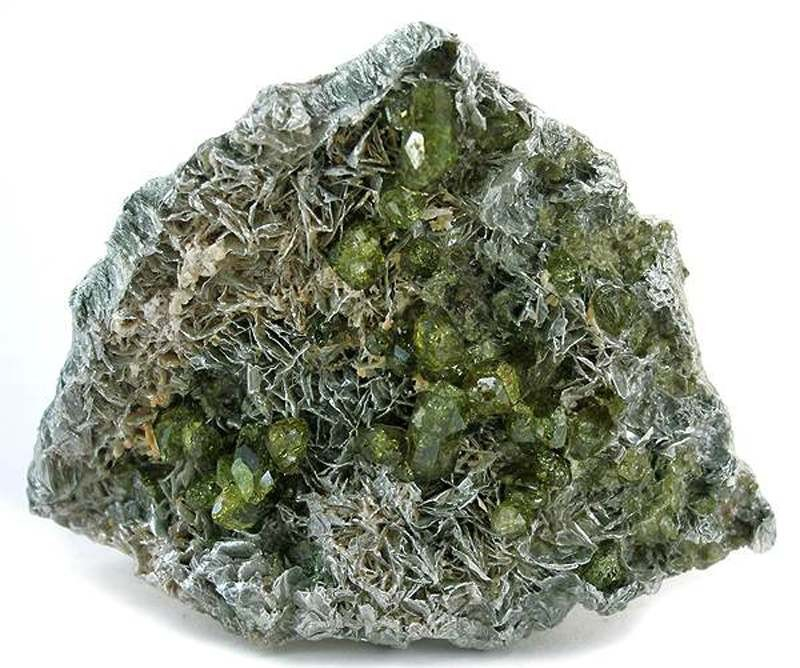
Grüne Vesuvianitkristalle auf einem Nest aus tafeligen Talkkristallen aus dem Belvidere-Mountain-Steinbruch, Vermont, USA
(Größe: 7,0 cm × 5,5 cm × 2,7 cm)

Vesuvianit bildet sich entweder metamorph oder hydrothermal in calciumreichen Gesteinen wie beispielsweise Skarn, Marmor oder Rodingit. In seltenen Fällen entsteht Vesuvianit auch in alkalischen, magmatischen Gesteinen. Begleitminerale sind unter anderem Grossular, Wollastonit und Diopsid.
Weltweit konnte Vesuviant bisher (Stand: 2009) an 960 Fundorten nachgewiesen werden, so unter anderem bei Monzoni in Italien, Asbestos/Quebec in Kanada, Hazlov in Tschechien, Crestmore/Kalifornien und Franklin/New Jersey in den USA.

## Verwendung als Schmuckstein

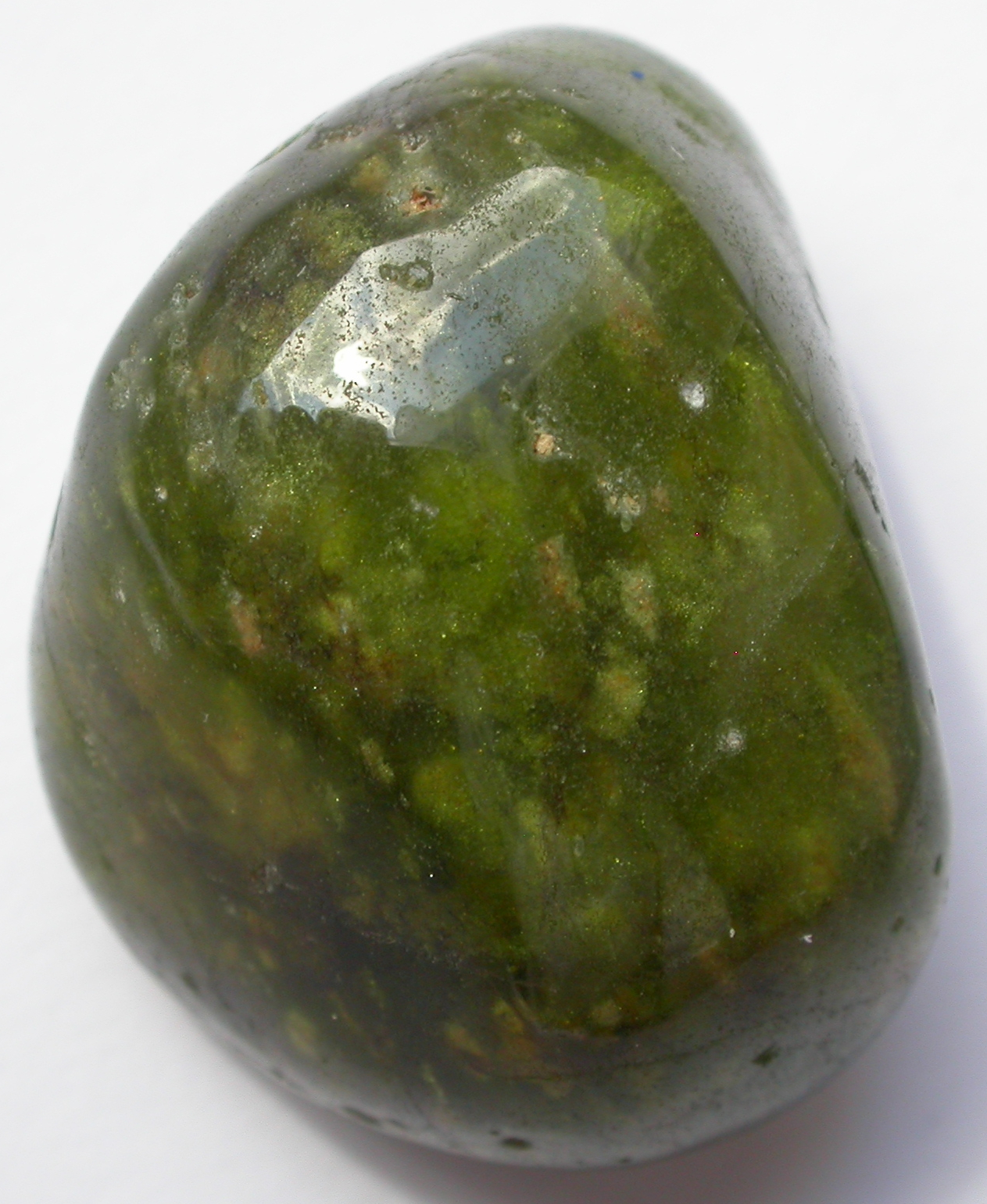
Vesuvianit in Form eines Trommelsteins

Da Vesuvianit ein Mineral von mittlerer Härte und geringer Spaltungsneigung ist, wird er gerne als Schmuckstein verwendet. Klare Kristalle erhalten dabei einen Facettenschliff, trübe Varietäten eher einen Cabochonschliff oder werden zu Trommelsteinen verarbeitet.
Aufgrund seiner Farbe kann Vesuvianit mit Demantoid, Diopsid, Epidot, Hyazinth, Peridot oder Sinhalit verwechselt werden.